# Love, So Divine
Love, So Divine es una película coreana de 2004. Se trata de una comedia romántica interpretada por Ha Ji Won y Kwon Sang-woo, siendo a su vez el debut como director de Heo In-moo.
La película fue estrenada en Corea el 6 de agosto de 2004 sumando un total de 1,2 millones de espectadores.

## Argumento
Después de meterse en problemas en el seminario, los seminaristas Gyu-shik y Seon-dal son enviado al campo durante un mes para trabajar al servicio del Padre Nam. A su llegada Gyu-shik conoce a la sobrina del Padre Nam, Bong-hie, quien ha venido desde los Estados Unidos para encontrarse con su novio. Sin embargo, cuando su novio acaba con la relación y Bong-hie se encuentra atrapada en la iglesia de su tío sin dinero para volver a los Estados Unidos. En un principio ella y Gyu-shik no se llevan bien y se disputan continuamente, pero poco a poco comienzan a sentirse atraído el uno por el otro, lo cual fuerza a Gyu-shik a cuestionarse su futuro como miembro de la Iglesia.

## Reparto
- Ha Ji Won como Yang Bong-hie.
- Kwon Sang-woo como Kim "Pedro" Kyushik.
- Kim In-kwon como Shin Seon-dal.
- Kim In-moon como el padre Nam.
- Kim Seon-hwa como la hermana Kim.
- Park Chul-min (cameo)
- Jeon Hye-jin
- Kim Ji-han como un seminarista.
- Oh Dae-hwan como un seminarista.[2]